# 2013 ve sportu
Toto je přehled sportovních událostí konaných v roce 2013.
IX. Světové hry 2013

## Atletika
- Halové mistrovství Evropy v atletice 2013
- Mistrovství světa v atletice 2013

## Basketbal
- Mistrovství Evropy v basketbalu žen 2013
- Mistrovství Evropy v basketbalu mužů 2013
- Euroliga v basketbalu žen 2012/2013
- Mattoni NBL 2012/2013

## Biatlon
- Mistrovství světa v biatlonu 2013
- Světový pohár v biatlonu 2012/2013
- Světový pohár v biatlonu 2013/2014

## Cyklistika

### Silniční cyklistika
- Mistrovství světa v silniční cyklistice 2013

#### Grand Tour
- Giro d'Italia 2013
- Tour de France 2013
- Vuelta a España 2013

### Cyklokros
- Mistrovství světa v cyklokrosu 2013
- Mistrovství České republiky v cyklokrosu 2013

## Florbal
- Mistrovství světa ve florbale žen 2013 –  Švédsko
- Mistrovství světa ve florbale mužů do 19 let 2013 –  Švédsko
- Pohár mistrů 2013 – Muži:  IBF Falun, Ženy:  Rönnby IBK
- AutoCont extraliga 2012/2013 – 1. SC WOOW Vítkovice
- Česká florbalová extraliga žen 2012/2013 – Herbadent SJM Praha 11

## Fotbal

### Svět
- Africký pohár národů 2013
- Konfederační pohár FIFA 2013
- Superpohár UEFA 2013
- Zlatý pohár CONCACAF 2013
- Kvalifikace na Mistrovství Evropy ve fotbale hráčů do 21 let 2013
- Mistrovství světa ve fotbale hráčů do 20 let 2013
- Mistrovství Evropy ve fotbale hráčů do 17 let 2013
- Mistrovství Evropy ve fotbale žen 2013

#### Evropské poháry
- Evropská liga UEFA 2012/2013
- Liga mistrů UEFA 2012/2013
- Liga mistrů UEFA 2013/2014
- Superpohár UEFA 2013

#### Národní ligy
- Eredivisie 2012/2013
- Ligue 1 2012/2013
- Německá fotbalová Bundesliga 2012/2013
- Primera División 2012/2013
- Serie A 2012/2013
- Premier League 2012/2013

### Česko
- Gambrinus liga 2012/2013
- Gambrinus liga 2013/2014
- Fotbalová národní liga 2012/2013
- Divize A 2012/2013
- Divize B 2012/2013
- Divize C 2012/2013
- Divize D 2012/2013
- Divize E 2012/2013
- Corgoň liga 2012/2013
- Corgoň liga 2013/2014
- Pohár České pošty 2012/2013
- Český Superpohár 2013
- Tipsport liga 2013

## Házená
- Mistrovství světa v házené mužů 2013
- Mistrovství světa v házené žen 2013

## Hokejbal
- Extraliga hokejbalu 2012/2013
- Mistrovství světa v hokejbalu 2013

## Inline hokej
- Mistrovství světa v inline hokeji 2013

## Judo
- Mistrovství Evropy v judu 2013
- Mistrovství Evropy týmů v judu 2013

## Krasobruslení
- Mistrovství Evropy v krasobruslení 2013
- Mistrovství světa v krasobruslení 2013

## Lední hokej

### Svět
- Mistrovství světa v ledním hokeji 2013
- Mistrovství světa juniorů v ledním hokeji 2013
- Mistrovství světa v ledním hokeji žen do 18 let 2013
- Mistrovství světa v ledním hokeji žen 2013
- Lední hokej na Zimních olympijských hrách 2014 – kvalifikace muži
- Lední hokej na Zimních olympijských hrách 2014 – kvalifikace ženy

### Evropa
- Euro Hockey Challenge 2013
- Euro Hockey Tour 2012/2013

#### Národní ligy
- 1. hokejová liga SR 2012/2013
- AHL 2012/2013
- Deutsche Eishockey Liga 2012/2013
- Elitserien 2012/2013
- Kontinentální hokejová liga 2012/2013
- National League A 2012/2013
- NHL 2012/2013
- Slovenská extraliga ledního hokeje 2012/2013
- SM-liiga 2012/2013

### Česko
- Česká hokejová extraliga 2012/2013
- Česká hokejová extraliga 2013/2014
- 1. česká hokejová liga 2012/2013
- 1. česká hokejová liga 2013/2014
- 2. česká hokejová liga 2012/2013

## Ledolezení
- Mistrovství světa v ledolezení 2013
- Světový pohár v ledolezení 2013

## Lyžování

### Alpské lyžování
- Mistrovství světa v alpském lyžování 2013
- Světový pohár v alpském lyžování 2013

### Klasické lyžování
- Světový pohár v běhu na lyžích 2012/2013
- Světový pohár v severské kombinaci 2012/2013
- Světový pohár ve skocích na lyžích 2012/2013
- Tour de Ski 2012/2013
- Mistrovství světa v klasickém lyžování 2013

## Motorsport
- Formule 1 v roce 2013
- Internationale Jänner Rallye 2013
- Mistrovství světa superbiků 2013
- Sata Rallye Acores 2013
- Tour de Corse 2013

## Orientační běh
- Mistrovství světa v orientačním běhu 2013
- Světový pohár v orientačním běhu 2013

## Rychlobruslení
- Světový pohár v rychlobruslení 2012/2013
- Mistrovství Evropy v rychlobruslení 2013
- Mistrovství Severní Ameriky a Oceánie v rychlobruslení 2013
- Mistrovství světa v rychlobruslení juniorů 2013
- Mistrovství světa v rychlobruslení na jednotlivých tratích 2013
- Mistrovství světa v rychlobruslení ve sprintu 2013
- Mistrovství světa v rychlobruslení ve víceboji 2013

## Sportovní lezení

### Svět
- Světový pohár ve sportovním lezení 2013
- Mistrovství světa juniorů ve sportovním lezení 2013

### Kontinenty
- Mistrovství Asie ve sportovním lezení 2013
- Mistrovství Evropy ve sportovním lezení 2013
- Mistrovství Evropy juniorů ve sportovním lezení 2013
- Evropský pohár juniorů ve sportovním lezení 2013

### Česko
- Mistrovství České republiky v soutěžním lezení 2013
- Mistrovství České republiky mládeže v soutěžním lezení 2013

## Tenis

### Grand Slam
- Australian Open 2013
- French Open 2013
- Wimbledon 2013
- US Open 2013

### Týmové soutěže
- Davis Cup 2013
- Fed Cup 2013
- Hopman Cup 2013

### Profesionální okruhy
- ATP World Tour 2013
- WTA Tour 2013
- WTA 125K 2013

## Vzpírání
- Mistrovství světa ve vzpírání 2013
- Mistrovství Evropy ve vzpírání 2013

## Zápas
- Mistrovství Evropy v zápasu ve volném stylu 2013
- Mistrovství Evropy v zápasu řecko-římském 2013

## Čeští mistři Evropy pro rok 2013
- Libor Hroza (sportovní lezení: rychlost)